# Cerkiew Podniesienia Krzyża Świętego w Pătrăuți
Cerkiew Podniesienia Krzyża Świętego – malowana cerkiew znajdująca się w miejscowości Pătrăuți w północnej Rumunii, na Bukowinie, wpisana wraz z innymi malowanymi cerkwiami Bukowiny na listę światowego dziedzictwa UNESCO. 
Została wzniesiona w 1487 r. z fundacji wybitnego hospodara mołdawskiego Stefana Wielkiego. Zbudowana na planie trójkonchowym. Nawę wieńczy kopuła stanowiąca podstawę wieży-latarni (po raz pierwszy zastosowano tu model sklepienia zwany potem sklepieniem mołdawskim). Wśród malowideł wewnętrznych, wykonanych częściowo zaraz po postawieniu cerkwi, częściowo zaś kilka lat później, szczególnie godne uwagi są sceny Kawalkady Krzyża Świętego (w przedsionku), stanowiąca element antytureckiego manifestu władcy (poprzez przedstawienie cesarza Konstantyna Wielkiego i świętych wojowników stających do walki w obronie wiary) oraz obraz fundacyjny (w nawie), przedstawiający Stefana Wielkiego z modelem cerkwi w rękach, za którego wstawiennictwo do Jezusa Chrystusa wnosi także św. Konstantyn. Ok. 1550 cerkiew została ozdobiona także malowidłami zewnętrznymi. W późniejszych czasach zatynkowane, zostały odkryte w XX w. Zachowały się jedynie częściowo na fasadzie wschodniej – widoczne są fragmenty sceny Sądu Ostatecznego oraz Etimasia (pusty tron Chrystusa, przed którym klęczą Adam i Ewa; umieszczona ponad wejściem do świątyni i wyrytym w kamiennej tablicy napisem fundacyjnym).
Cerkiew została zniszczona, zapewne w połowie XVI w., i pozostawała opuszczona przez długi czas – odnowiona została w początku XVIII w. Obok cerkwi wznosi się drewniana dzwonnica. Znajduje się też tu kamienna płyta zwana stołem Stefana Wielkiego (zgodnie z tradycją miał przy nim siadywać sam hospodar).

## Literatura
- W. Korsak, J. Tokarski, Rumunia, Pascal 2004, s. 211.
- Ł. Galusek, M. Jurecki, A. Dumitru, Rumunia. Mozaika w żywych kolorach, Bezdroża 2004, ss. 144–145.
- M. Jurecki, Bukowina. Kraina łagodności, Bezdroża 2001, ss. 209–212.
- V. Florea, Sztuka rumuńska, Wydawnictwa Artystyczne i Filmowe 1989, s. 104.
- R. Brykowski, T. Chrzanowski, M. Kornecki, Sztuka Rumunii, Ossolineum 1979, ss. 73, 76–77.